# Биккьераи, Луиджи
Луиджи Биккьераи (итал. Luigi Bicchierai; 6 января 1846, Флоренция — 26 января 1926, Бучине, провинция Тоскана) — итальянский скрипач.
Изучал игру на скрипке во Флоренции у Фердинандо Джорджетти, затем учился во Флорентийском музыкальном институте у него же и у Джоваккино Мальони, окончив курс в 1864 году. Ещё студентом в 1861—1863 гг. исполнял партию второй скрипки в первом составе Флорентийского квартета. Затем играл в оркестре флорентийского оперного Театра Пергола. На рубеже 1860—1870-х гг. открыл собственную музыкальную школу в городке Пьетрасанта. В 1872 г. вернулся во Флоренцию. С 1874 г. преподавал во Флорентийском музыкальном институте, с 1892 г. профессор. В 1895 г. вошёл в комитет по подготовке к празднованию 300-летия оперы, принял участие в торжественном концерте по этому поводу вместе с Теодуло Мабеллини, Антонио Сконтрино и Рикардо Гандольфи. С 1908 г. на пенсии.
Автор преимущественно камерных сочинений, среди которых выделяется фортепианный квинтет (1877), Реквиема (1892), двух Торжественных месс, а также трёх балетов.